# قضاء بشدر
قضاء بشدر هو أحد أقضية محافظة السليمانية في إقليم كردستان في العراق. يقع شرق مدينة السليمانية بالقرب من الحدود الإيرانية. أكثر المراكز الحضرية كثافة للسكان في القضاء هي بلدة قلدز، بتعداد 220836 نسمة.

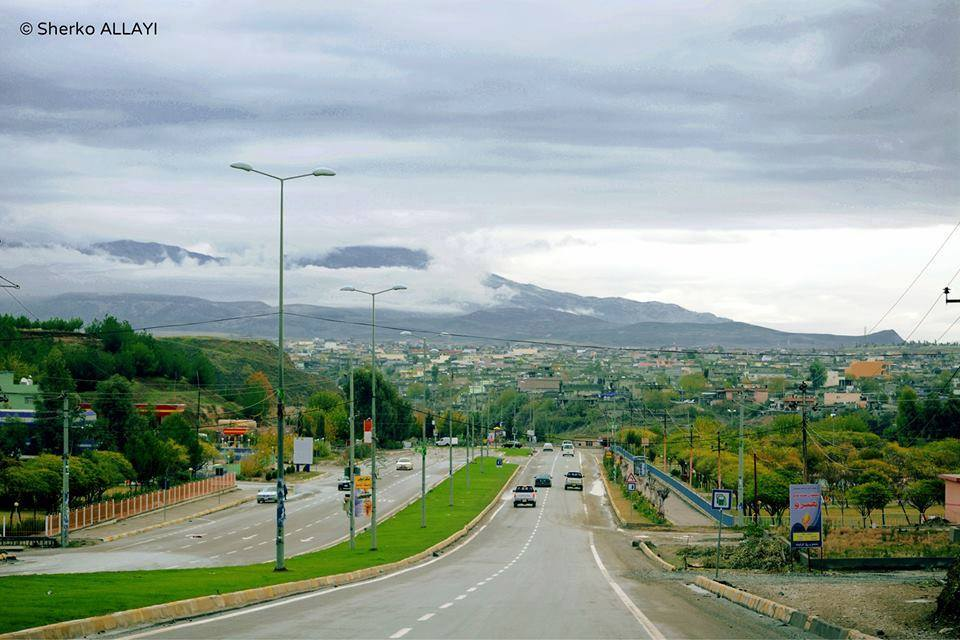
بلدة قلدز